# Herman Boerhaave
Herman Boerhaave (Voorhout, 31 dicembre 1668 – Leida, 23 settembre 1738) è stato un medico, chimico e botanico olandese.
Viene considerato il fondatore dell'insegnamento clinico e del moderno ospedale. Il suo principale risultato fu la dimostrazione della relazione tra sintomi e lesioni.

## Biografia
Nacque a Voorhout vicino a Leida. Entrato nell'Università di Leida dove perfezionò le sue conoscenze di retorica con Wolferdus Senguerdius, studiò latino e greco con Johann Friedrich Gronov, storia e geografia con Theodorus Rijcke, Karl Schaaf (1646–1729) e Trigland Hebräisch. Si laureò in filosofia nel 1689, con la dissertazione: De distinctione mentis a corpore (sulla distinzione tra mente e corpo, nella quale attaccò le dottrine di Epicuro, Thomas Hobbes e Spinoza. Si orientò quindi sugli studi in medicina, nei quali si laureò nel 1693 presso Harderwijk, attualmente Gheldria.
Nel 1701 fu nominato lettore nell'istituto di medicina a Leida; nel suo discorso inaugurale, De commendando Hippocratis studio indicò ai suoi studenti il grande medico greco come modello.
Nel 1709, divenne professore di botanica e medicina, ed in quella qualifica diede buon servizio, non solo per la propria università, ma anche alle scienze botaniche, attraverso le migliorie e le aggiunte all'orto botanico di Leida, e attraverso la pubblicazione di numerosi lavori, fra cui l'Index plantarum, che descrivevano nuove specie di piante. La sua carriera di docente fu costellata da molti allievi, tra cui William Brownrigg, noto medico e scienziato inglese.

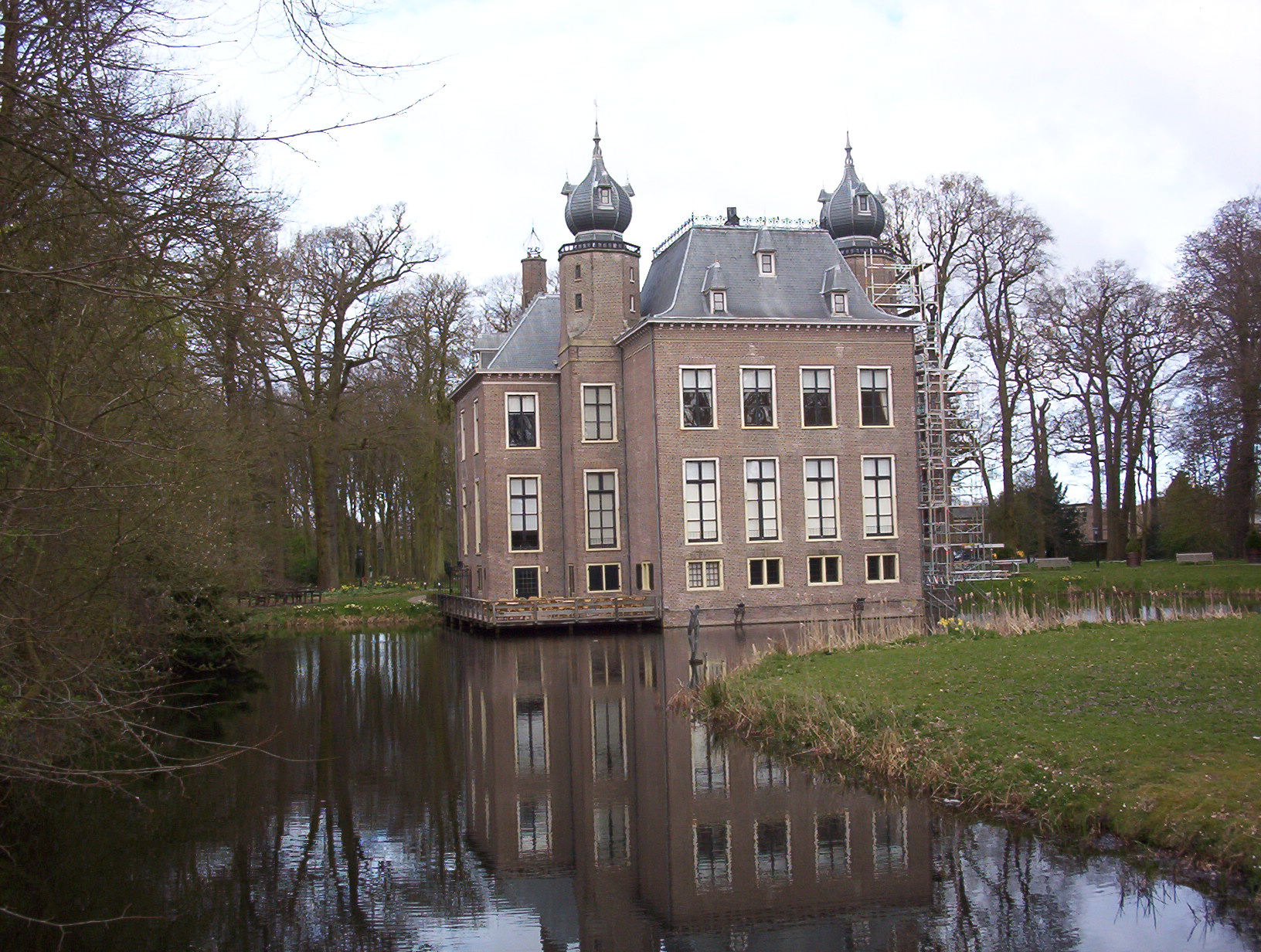
Il castello di Oud Poelgeest nel territorio di Oegstgeest, dove dimorò Boerhaave, dove il celebre scienziato creò il suo giardino botanico che rivaleggiò con il celebre Hortus Cliffortianus di Linneo.

Nel 1714, mentre ricopriva la carica di rettore dell'università, succedette a Govert Bidloo nella cattedra di medicina pratica, e in questa veste introdusse il moderno sistema di istruzione clinica. Quattro anni dopo venne nominato per ricoprire anche la cattedra di chimica. Nel 1728 venne eletto all'Accademia di Francia e due anni più tardi alla Royal Society di Londra. Nel 1729 a causa dei suoi problemi di salute fu costretto a rassegnare le dimissioni dalla cattedra di chimica e di botanica; e morì, dopo un lungo periodo di malattia, a Leida.
La sua fama fece guadagnare enorme prestigio all'Università di Leida, soprattutto in qualità di scuola di medicina, ricevendo visitatori da ogni parte d'Europa. Tutti i principi europei inviarono a Leida i loro pupilli, per diventare allievi di questo famoso scienziato, che si rivelò anche un instancabile insegnante. Quando Pietro il grande fece visita in Olanda nel 1715, per apprendere le arti marinare, prese anch'egli lezioni da Boerhaave. Carlo Linneo giunse a Leida appositamente per fargli visita, così come fece Voltaire. La sua reputazione non si limitò al solo continente europeo, un mandarino cinese gli inviò infatti una lettera indirizzata semplicemente "illustre Boerhaave, medico d'Europa", che gli fu regolarmente recapitata. Gli ambienti di lavoro di questo scienziato, soprattutto quelli nei quali operò in qualità di anatomista sono attualmente occupati da un museo a lui dedicato, il Museum Boerhaave.
Boerhaave fu il primo a descrivere la sindrome che porta il suo nome, che comporta la rottura spontanea dell'esofago, normalmente in conseguenza di eccessive crisi di vomito. Nel descrivere questa patologia nel 1724 studiò il caso del Barone Jan von Wassenaer, un ammiraglio olandese morto proprio in conseguenza degli eccessi di un festino. Questa patologia portava normalmente alla morte, prima dei ritrovati moderni per riparare chirurgicamente l'esofago. I suoi Elementa chemiae (1724) hanno lungamente costituito la guida per lo studio della chimica.
Ebbe Johann Christoph Bohl come suo allievo, ed anche lo studente ginevrino Théodore Tronchin che si addottorò nel 1730 avendolo come maestro.

## Opere

Aphorismi de cognoscendis et curandis morbis, 1728

- Het Nut der Mechanistische Methode in de Geneeskunde, Leida, 1703.
- Institutiones medicae, Leida, 1708.
- Aphorismi de cognoscendis et curandis morbis, Leida, 1709, per i quali il suo allievo e pupillo Gerard van Swieten (1700-1772) pubblicò un commentario in 5 volumi.
  - (LA) Aphorismi de cognoscendis et curandis morbis, Parisiis, apud Guillelmum Cavelier, via Jacobea, sub signo Lilii aurei, 1728.
- (LA) Index plantarum quae in Horto academico Lugduno Batavo reperiuntur, Leiden, Cornelis Boutesteyn, 1710.
- (LA) Index alter plantarum quae in horto academico Lugduno-Batavo aluntur, vol. 1, Leiden, Pieter van der Aa, 1720.
  - (LA) Index alter plantarum quae in horto academico Lugduno-Batavo aluntur, vol. 2, Leiden, Pieter van der Aa, 1720.
- (LA) Elementa chemiae, vol. 1, Leiden, Severinus, Isaak, 1732.
  - (LA) Elementa chemiae, vol. 2, Leiden, Severinus, Isaak, 1732.
- (LA) Historia plantarum quae in Horto Academico Lugduni-Batavorum crescunt, Roma, Francesco Gonzaga, 1727.
  - (LA) Historia plantarum quae in Horto Academico Lugduni-Batavorum crescunt, vol. 1, Amsterdam, 1738.
    - (LA) Historia plantarum quae in Horto Academico Lugduni-Batavorum crescunt, vol. 2, Amsterdam, 1738.
- (LA) Tractatio medico-practica de lue aphrodisiaca, Venezia, Giovanni Manfrè, 1753.

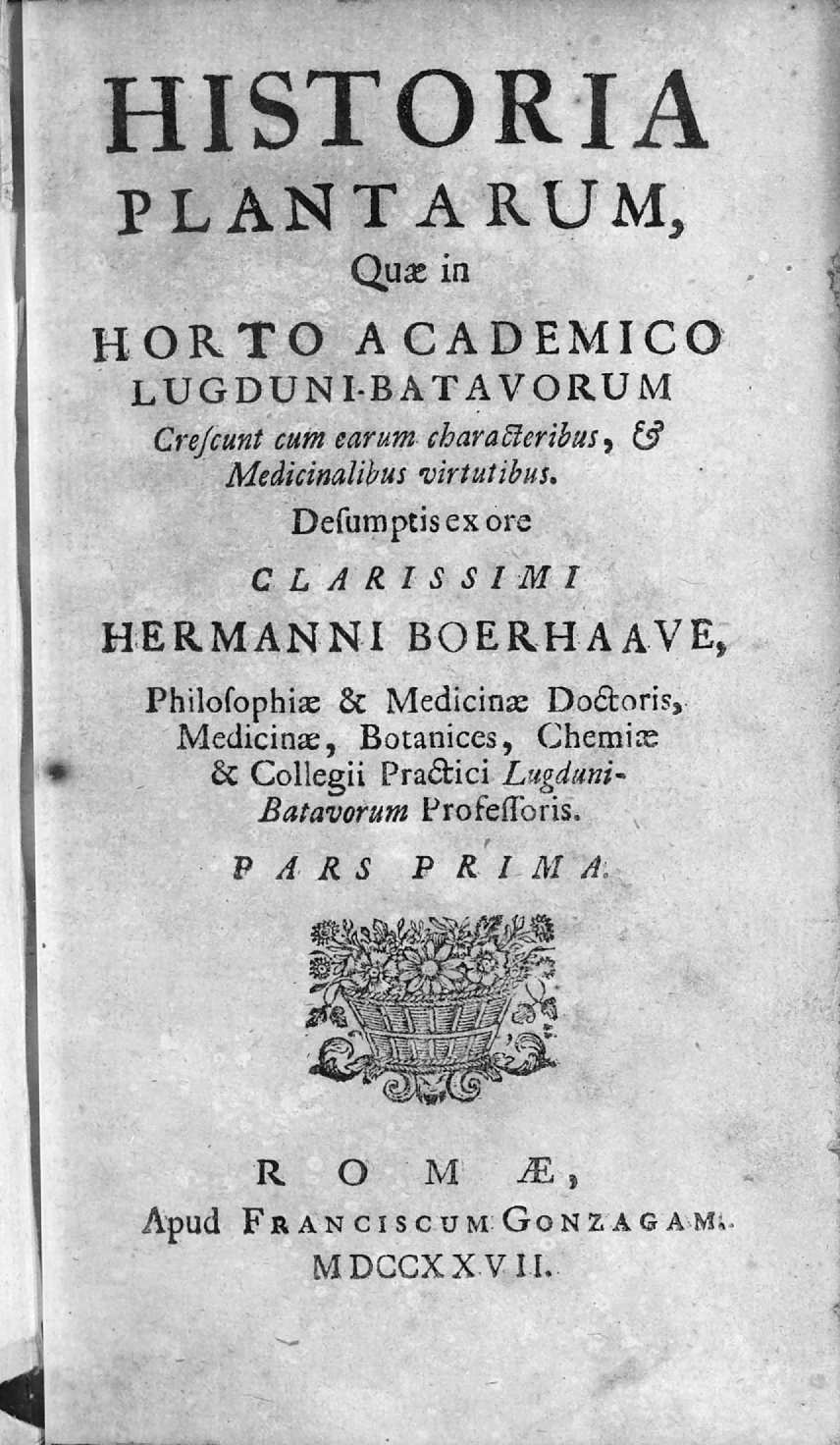
Historia plantarum quae in Horto Academico Lugduni-Batavorum crescunt, 1727
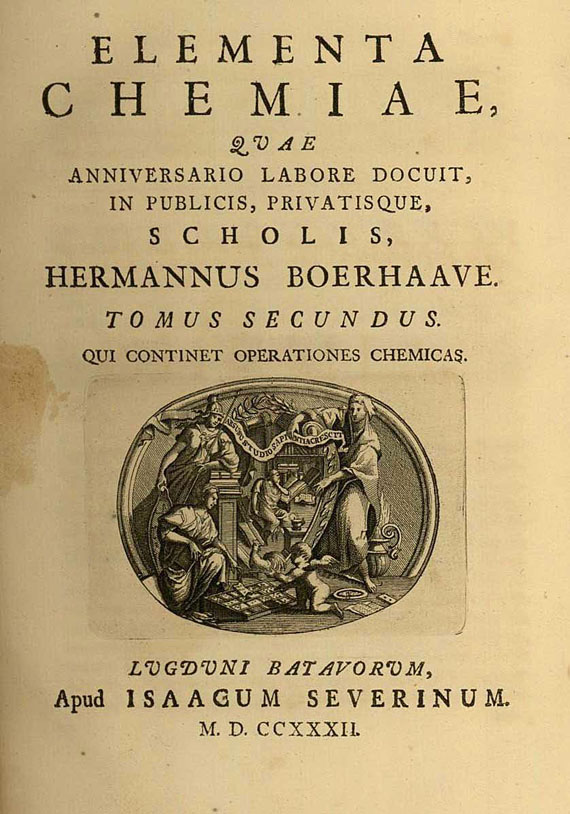
Elementa Chemiae, 1732
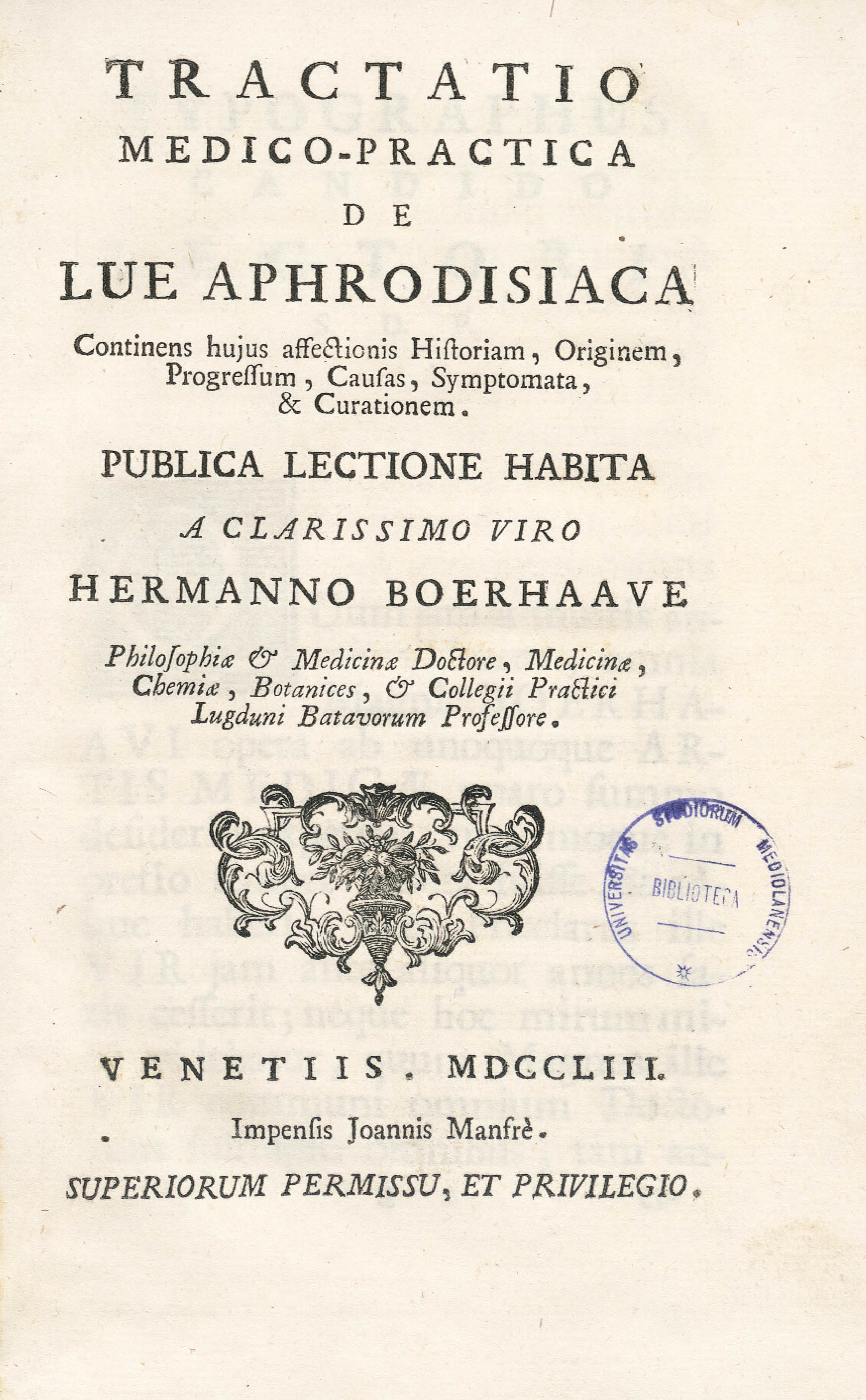
Tractatio medico-practica de lue aphrodisiaca, 1753

## Nella letteratura
Carlo Goldoni si ispirò a Boerhaave per il personaggio del dottor Bainer della commedia Il medico olandese del 1756.